# 宇連川
宇連川（うれがわ）は、愛知県北設楽郡設楽町および新城市を流れる豊川（とよがわ）水系の河川である。

## 地理
愛知県北設楽郡設楽町の南東部の山中に源を発し南へ流れる。新城市長篠の長篠城跡の南で本流の豊川に合流する。上流には宇連ダム、支流の大島川には大島ダムがあり、共に東三河の水源となっている。
宇連川の西側は旧設楽郡、東側は旧八名郡の郡の境目であった。

## 別名
三輪川、板敷川の別称があり、江戸時代以前は大野川と呼ばれていた。